# Guarani argentino
O guarani argentino, também conhecido como guarani correntino ou guarani crioulo (em castelhano:  guaraní correntino, guaraní correntino, guaraní criollo, em guarani:  Taragui ñe'ẽ) é o dialeto da língua guarani falado na província de Corrientes e por algumas pessoas da área este da província do Chaco, na Argentina. Em Corrientes tem o estatuto cooficial, ao lado da língua espanhola desde 2004. É uma das subvariantes do guarani crioulo (a outra subvariante é o guarani paraguaio), ambas vindas do guarani que era falado nas missões jesuíticas guaranis.
Essa variante é falada tanto por mestiços, quanto por crioulos, das áreas rurais e urbanas, bem como por indígenas dos Esteros del Iberá, de forma coloquial, o que impede uma estimativa exata do número de falantes que pode variar de cem mil.